# For Life (serie de televisión)
For Life es una serie de televisión de drama legal estadounidense creada por Hank Steinberg que se estrenó en ABC el 11 de febrero de 2020.  La serie está vagamente basada en la verdadera historia de Isaac Wright Jr., que fue encarcelado por un crimen que no cometió. Durante su encarcelamiento, se convirtió en abogado y ayudó a anular las condenas injustas de veinte de sus compañeros de prisión, antes de demostrar finalmente su propia inocencia. En junio de 2020, la serie fue renovada para una segunda temporada que se estrenó el 18 de noviembre de 2020.

## Sinopsis
La serie se centra en Aaron Wallace, que ha sido condenado a cadena perpetua por un crimen que no cometió. Mientras está encarcelado, Wallace se convierte en abogado y trabaja como abogado defensor de otros mientras se esfuerza por conseguir que su propia sentencia sea revocada.

## Elenco

### Principal
- Nicholas Pinnock como Aaron Wallace, un antiguo propietario de un club condenado por tráfico de drogas, aunque en realidad las drogas pertenecían a uno de sus amigos. Ahora cumple una sentencia de por vida sin posibilidad de libertad condicional, gana una licencia para ejercer la abogacía y trabaja para ayudar a sus compañeros de prisión en el tribunal.[4]
- Indira Varma como Safiya Masry, la alcaide que supervisa la prisión donde Wallace está cumpliendo su sentencia. Ella tiene una mentalidad reformista, y le ayuda lo mejor que puede, pero su relación se ve afectada por su necesidad de velar por los intereses de su propia familia.[5]
- Joy Bryant como Marie Wallace, La esposa de Aaron, que ha entrado en una nueva relación con Darius, uno de sus amigos. Aunque simpatiza con la difícil situación de su esposo, también siente la necesidad de seguir adelante y dejarlo en el pasado.[6]
- Mary Stuart Masterson como Anya Harrison (temporada 1), la esposa de Safiya, que se presenta como fiscal general del Estado de Nueva York.[7]
- Dorian Crossmond Missick como Jamal Bishop, El mejor amigo de Aaron en prisión. Ocasionalmente ayuda a Aaron a preparar los casos.[8]
- Tyla Harris como Jasmine Wallace, La hija adolescente de Aaron. A diferencia de su madre, nunca ha dejado de creer en su padre y sueña con que vuelva a casa algún día.[9]
- Glenn Fleshler como Frank Foster (temporada 1), un oficial superior de correcciones en la prisión. Como la mayoría de sus compañeros de guardia, no le agrada Aaron.
- Boris McGiver como Glen Maskins (temporada 1; invitado temporada 2), el fiscal que dirigió el equipo que encerró a Aaron, y que ahora se presenta a fiscal general del Estado. Desprecia el deseo de su viejo enemigo de limpiar su nombre, y hará lo que sea necesario, incluido el chantaje, para mantenerlo encerrado para siempre.[9]
- Timothy Busfield como Henry Roswell Un exsenador del Estado de Nueva York que ayuda a Aaron en su búsqueda de ser abogado, y más tarde le ayuda a prepararse para argumentar para su nuevo juicio en el tribunal.

### Recurrente
- Brandon J. Dirden como Darius Johnson, El mejor amigo de Aaron que inicialmente dudó de él pero que luego lo ayuda durante el nuevo juicio después de encontrar nuevas pruebas que sugieren que Aaron no es culpable.
- Erik Jensen como Dez O'Reilly, un asistente del fiscal de distrito que trabaja para Maskins.
- 50 Cent como Cassius Dawkins, Un recluso peligroso que es transferido a Bellmore por Maskins. Una vez allí, inmediatamente causa problemas a Aaron, Frank y Safiya.
- Peter Greene como el Salvaje Bill Miller, el líder de la pandilla de la supremacía blanca en Bellmore.
- Felonious Munk como Hassan Nawaz[10]
- Joseph Siravo como Jerry McCormack, el jefe de la junta de prisiones que supervisa Bellmore y otras instalaciones correccionales. Firmó la orden que permitió que Cassius Dawkins fuera transferido a Bellmore.
- Matt Dellapina como Tom Hansen, el asistente de Safiya que la ayuda a monitorear todas las áreas de la Correccional de Bellmore.
- Toney Goins como Ronnie Baxter, el novio de Jasmine y el padre de su hijo.

## Episodios
| Temporada | Temporada | Episodios | Episodios | Emisión original        | Emisión original      |
| Temporada | Temporada | Episodios | Episodios | Primera emisión         | Última emisión        |
| --------- | --------- | --------- | --------- | ----------------------- | --------------------- |
|           | 1         | 13        | 13        | 11 de febrero de 2020   | 12 de mayo de 2020    |
|           | 2         | 10        | 10        | 18 de noviembre de 2020 | 24 de febrero de 2021 |

### Temporada 1 (2020)
| N.º en serie | N.º en temp. | Título                  | Dirigido por        | Escrito por                   | Fecha de emisión original | Código de prod. | Audiencia (millones) |
| --- | ------------ | ----------------------- | ------------------- | ----------------------------- | ------------------------- | --------------- | -------------------- |
| 1 | 1            | «Pilot»                 | George Tillman, Jr. | Hank Steinberg                | 11 de febrero de 2020     | 100             | 3,15                 |
| Recién certificado como abogado defensor, Aaron Wallace recoge su primer caso aceptando representar a José Rodríguez, condenado por comprar drogas que su novia, Molly, tomó en sobredosis y casi pierde la vida. El caso lo enfrenta a O'Reilly, un fiscal a cargo de Glen Maskins, su némesis y el hombre responsable de su sentencia de por vida. Maskins ordena a O'Reilly que sabotee la defensa de Aaron quitando los dos únicos testigos que tiene; sin ninguna otra prueba, el caso parece condenado y Wallace se encuentra contemplando el fracaso hasta que recurre al engaño, falsificando una nota de Molly para conseguir que el juez la suba al estrado. Entonces revela que ella mintió bajo juramento en el juicio original, lo que significa que la sentencia de José es revocada y se le permite salir libre. La aliada de Wallace, la alcaide Safiya Masry, le dice que deje de antagonizar a Maskins ya que teme que perjudique la campaña de su esposa para fiscal de distrito. Aaron parece estar de acuerdo, pero cuando su hija Jasmine lo visita y dice que está embarazada, decide hacer lo que sea para que su condena sea revocada. |              |                         |                     |                               |                           |                 |                      |
| 2 | 2            | «Promises»              | Russell Fine        | Hank Steinberg                | 18 de febrero de 2020     | 101             | 2,58                 |
| Aaron debe honrar la deuda que tiene con Wild Bill, el líder de una banda de supremacía blanca que quiere que uno de sus miembros, Joey Knox, sea liberado del aislamiento. Aaron acepta el caso a pesar de saber que al hacerlo se enemistará con los guardias y otros reclusos negros, y descubre que Knox tenía una relación gay secreta con su compañero de celda asiático, por la que Bill pretende asesinarlo. En la audiencia, un guardia se ve obligado a admitir que ignoró deliberadamente las súplicas de ayuda de Knox, por lo que Joey es liberado mientras el alcaide Masry organiza su traslado a otra prisión. Con su deuda saldada, Aaron es libre de continuar con su plan de demandar a la policía de Nueva York para que su expediente policial sea liberado. Sin embargo, la oficina de Maskins convence a un juez de que hacerlo pondría en peligro una fuente confidencial, y por lo tanto la solicitud es denegada. Aaron es contactado por Ronnie, el novio de Jasmine, quien le pide que acepte dejar de permitir que Jasmine lo visite cada semana. Después de saber la verdadera razón por la que Aaron está tratando de conseguir la anulación de su condena, Masry le dice que no se opondrá a su plan de ir tras Maskins.él y dice que está embarazada, decide hacer lo que tenga que hacer para conseguir que su condena sea anulada. |              |                         |                     |                               |                           |                 |                      |
| 3 | 3            | «Brother's Keeper»      | Russell Fine        | Hank Steinberg                | 25 de febrero de 2020     | 102             | 2,50                 |
| 4 | 4            | «Marie»                 | Charles Martin      | Sonay Hoffman                 | 10 de marzo de 2020       | 103             | 2,60                 |
| 5 | 5            | «Witness»               | Guillermo Navarro   | Hank Steinberg                | 17 de marzo de 2020       | 104             | 2,35                 |
| 6 | 6            | «Burner»                | Guillermo Navarro   | Eric Haywood                  | 24 de marzo de 2020       | 105             | 2,38                 |
| 7 | 7            | «Do Us Part»            | Russell Fine        | Hank Steinberg & Garen Thomas | 31 de marzo de 2020       | 106             | 2,37                 |
| 8 | 8            | «Daylight»              | Russell Fine        | David Feige                   | 7 de abril de 2020        | 107             | 2,33                 |
| 9 | 9            | «Buried»                | Erica Watson        | Hope Mastras                  | 14 de abril de 2020       | 108             | 2,18                 |
| 10 | 10           | «Character and Fitness» | Jann Turner         | Zach Calig                    | 21 de abril de 2020       | 111             | 2,18                 |
| 11 | 11           | «Switzerland»           | Darnell Martin      | Karen Struck                  | 28 de abril de 2020       | 109             | 2,19                 |
| 12 | 12           | «Closing Statement»     | Debs Paterson       | Lee Edward Colston II         | 5 de mayo de 2020         | 110             | 2,17                 |
| 13 | 13           | «Fathers»               | Hank Steinberg      | Hank Steinberg                | 12 de mayo de 2020        | 112             | 2,82                 |

### Temporada 2 (2020–21)
| N.º en serie | N.º en temp. | Título                  | Dirigido por  | Escrito por                    | Fecha de emisión original | Código de prod. | Audiencia (millones) |
| ------------ | ------------ | ----------------------- | ------------- | ------------------------------ | ------------------------- | --------------- | -------------------- |
| 14           | 1            | «Never Stop Fighting»   | Russell Fine  | Hank Steinberg                 | 18 de noviembre de 2020   | 201             | 1,96                 |
| 15           | 2            | «Homecoming»            | Russell Fine  | Hank Steinberg                 | 25 de noviembre de 2020   | 202             | 2,14                 |
| 16           | 3            | «The Necessity Defense» | Marisol Adler | Hank Steinberg                 | 2 de diciembre de 2020    | 203             | 1,95                 |
| 17           | 4            | «Time To Move Forward»  | Russell Fine  | Kirk A. Moore                  | 9 de diciembre de 2020    | 204             | 2,12                 |
| 18           | 5            | «Collars for Dollars»   | Jono Oliver   | Terri Kopp                     | 16 de diciembre de 2020   | 205             | 2,26                 |
| 19           | 6            | «354»                   | Russell Fine  | Garen Thomas                   | 27 de enero de 2021       | 206             | 1,53                 |
| 20           | 7            | «Say His Name»          | Eif Rivera    | Sonay Hoffman                  | 3 de febrero de 2021      | 207             | 1,41                 |
| 21           | 8            | «For the People»        | Jono Oliver   | David Feige                    | 10 de febrero de 2021     | 208             | 1,50                 |
| 22           | 9            | «The Blue Wall»         | Laura Belsey  | T. Zhang & Jake Gillman        | 17 de febrero de 2021     | 209             | 1,52                 |
| 23           | 10           | «Andy Josiah»           | Russell Fine  | Hank Steinberg & Sonay Hoffman | 24 de febrero de 2021     | 210             | 1,76                 |

## Producción

### Desarrollo
El 11 de octubre de 2018, se anunció que ABC había dado a la serie, el compromiso para la producción de un episodio piloto. El piloto fue escrito por Hank Steinberg, quien produce junto con Alison Greenspan, Curtis Jackson, Doug Robinson, Issac Wright Jr. y George Tillman Jr. Las compañías de producción involucradas en el piloto incluyen G-Unit Film & Television, Doug Robinson Productions, ABC Studios y Sony Pictures Television. El 8 de febrero de 2019, se anunció que ABC había dado a la serie, una orden de la producción del piloto.
El 11 de mayo de 2019, ABC había ordenado la producción de la serie, ahora titulada For Life, junto con United We Fall. Unos días después, se anunció que la serie se estrenaría como serie de reemplazo en mitad de temporada. El 21 de noviembre, se anunció que la serie se estrenará el 11 de febrero de 2020. El 15 de junio de 2020, ABC renovó la serie para una segunda temporada.

### Casting
En marzo de 2019, se anunció que Nicholas Pinnock, Indira Varma, Joy Bryant, Mary Stuart Masterson, Boris McGiver, Tyla Harris y Dorian Missick se habían unido al elenco principal en el piloto.

## Recepción

### Audiencias

#### Temporada 1
| N.º | Título                  | Fecha de emisión      | ÍA/CP (18–49) | Audiencia (millones) | DVR (18–49) | Audiencia DVR (millones) | Total (18–49) | Audiencia total (millones) |
| --- | ----------------------- | --------------------- | ------------- | -------------------- | ----------- | ------------------------ | ------------- | -------------------------- |
| 1   | «Pilot»                 | 11 de febrero de 2020 | 0,7/4         | 3,15                 | 0,6         | 2,33                     | 1,3           | 5,48                       |
| 2   | «Promises»              | 18 de febrero de 2020 | 0,6/3         | 2,58                 | 0,7         | 2,52                     | 1,3           | 5,10                       |
| 3   | «Brother's Keeper»      | 25 de febrero de 2020 | 0,6/3         | 2,50                 | 0,5         | 2,14                     | 1,1           | 4,65                       |
| 4   | «Marie»                 | 10 de marzo de 2020   | 0,6/3         | 2,60                 | 0,6         | 2,09                     | 1,2           | 4,70                       |
| 5   | «Witness»               | 17 de marzo de 2020   | 0,6/3         | 2,35                 | 0,5         | 1,95                     | 1,1           | 4,30                       |
| 6   | «Burner»                | 24 de marzo de 2020   | 0,6/3         | 2,38                 | 0,5         | 1,88                     | 1,1           | 4,26                       |
| 7   | «Do Us Part»            | 31 de marzo de 2020   | 0,6/3         | 2,37                 | 0,5         | 1,72                     | 1,0           | 4,09                       |
| 8   | «Daylight»              | 7 de abril de 2020    | 0,6/3         | 2,33                 | 0,5         | 1,83                     | 1,1           | 4,16                       |
| 9   | «Buried»                | 14 de abril de 2020   | 0,5/3         | 2,18                 | 0,5         | 1,84                     | 1,0           | 4,02                       |
| 10  | «Character and Fitness» | 21 de abril de 2020   | 0,4/2         | 2,18                 | 0,5         | 1,75                     | 1,0           | 3,90                       |
| 11  | «Switzerland»           | 28 de abril de 2020   | 0,5/3         | 2,19                 | 0,4         | 1,62                     | 0,9           | 3,81                       |
| 12  | «Closing Statement»     | 5 de mayo de 2020     | 0,4/2         | 2,17                 | 0,5         | 1,69                     | 0,9           | 3,86                       |
| 13  | «Fathers»               | 5 de mayo de 2020     | 0,5/3         | 2,82                 | 0,5         | 1,59                     | 1,0           | 4,41                       |

#### Temporada 2
| N.º | Título                  | Fecha de emisión        | ÍA (18–49) | Audiencia (millones) | DVR (18–49) | Audiencia DVR (millones) | Total (18–49) | Audiencia total (millones) |
| --- | ----------------------- | ----------------------- | ---------- | -------------------- | ----------- | ------------------------ | ------------- | -------------------------- |
| 1   | «Never Stop Fighting»   | 18 de noviembre de 2020 | 0,4        | 1,96                 | 0,4         | 1,60                     | 0,8           | 3,56                       |
| 2   | «Homecoming»            | 25 de noviembre de 2020 | 0,5        | 2,14                 | —           | —                        | —             | —                          |
| 3   | «The Necessity Defense» | 2 de diciembre de 2020  | 0,3        | 1,95                 | 0,3         | 1,34                     | 0,7           | 3,30                       |
| 4   | «Time To Move Forward»  | 9 de diciembre de 2020  | 0,4        | 2,12                 | 0,3         | 1,28                     | 0,7           | 3,39                       |
| 5   | «Collars for Dollars»   | 16 de diciembre de 2020 | 0,4        | 2,26                 | —           | —                        | —             | —                          |
| 6   | «354»                   | 27 de enero de 2021     | 0,3        | 1,53                 | —           | —                        | —             | —                          |
| 7   | «Say His Name»          | 3 de febrero de 2021    | 0,3        | 1,41                 | 0,2         | 0,96                     | 0,5           | 2,36                       |
| 8   | «For the People»        | 10 de febrero de 2021   | 0,3        | 1,50                 | 0,3         | 1,37                     | 0,6           | 2,87                       |
| 9   | «The Blue Wall»         | 17 de febrero de 2021   | 0,3        | 1,52                 | 0,3         | 1,33                     | 0,6           | 2,85                       |
| 10  | «Andy Josiah»           | 24 de febrero de 2021   | 0,3        | 1,76                 | 0,4         | 1,31                     | 0,7           | 3,07                       |